# Higgins (Teksas)
Higgins – miasto w Stanach Zjednoczonych, w stanie Teksas, w hrabstwie Lipscomb.